# Gesamtanlage Gernsbach

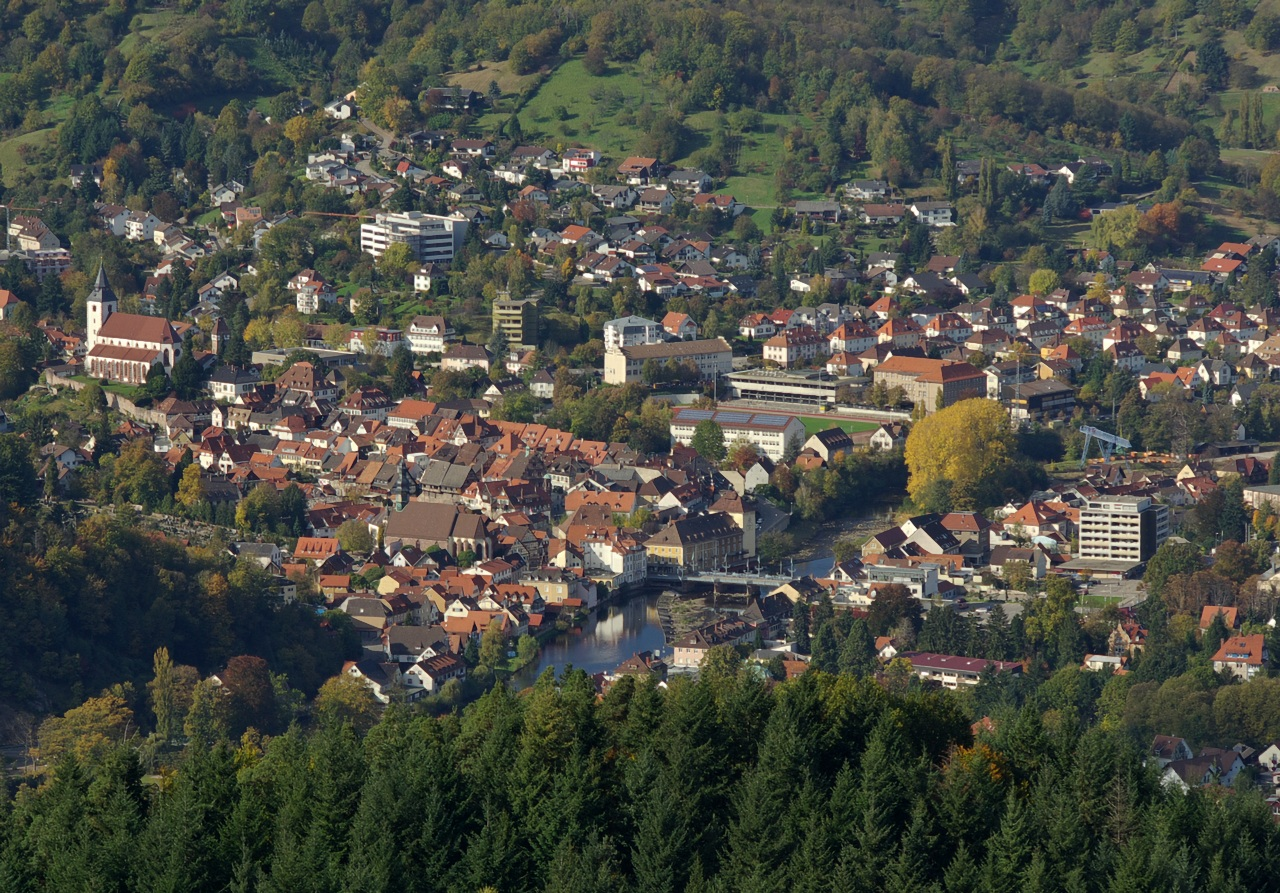
Das Stadtzentrum Gernsbachs mit der Altstadt (links vorne), Blick vom Rockertkopf im Südosten

Die Gesamtanlage Gernsbach ist ein denkmalgeschütztes Ensemble im baden-württembergischen Landkreis Rastatt. Geschützt ist seit 1983 das Erscheinungsbild des historischen Stadtkerns von Gernsbach, wie es sich dem Betrachter von den Straßen und Plätzen, von den Ufern der Murg und von den die Stadt umgebenden Hängen darbietet.

## Allgemeines
Gesamtanlagen schützen gemäß § 19 Denkmalschutzgesetz Baden-Württemberg Straßen-, Platz- und Ortsbilder, an deren Erhaltung aus wissenschaftlichen, künstlerischen oder heimatgeschichtlichen Gründen ein besonderes öffentliches Interesse besteht. Der Gesamtanlagenschutz betrifft bei Gebäuden nur das äußere Erscheinungsbild. Das Gebiet der Gesamtanlage Gernsbach umfasst darüber hinaus eine Vielzahl einzelner Kulturdenkmale, bei denen auch das Innere Gegenstand des Denkmalschutzes ist.
Die Gesamtanlage Gernsbach wurde am 18. Oktober 1983 vom Regierungspräsidium Karlsruhe verordnet. Veränderungen am geschützten Erscheinungsbild müssen durch die untere Denkmalschutzbehörde genehmigt werden. Dies gilt ebenfalls für Vorhaben in der Umgebung, wenn sie das Bild der Gesamtanlage in der Ansicht von Außerhalb ihrer Umgrenzung verändern würden.

## Beschreibung

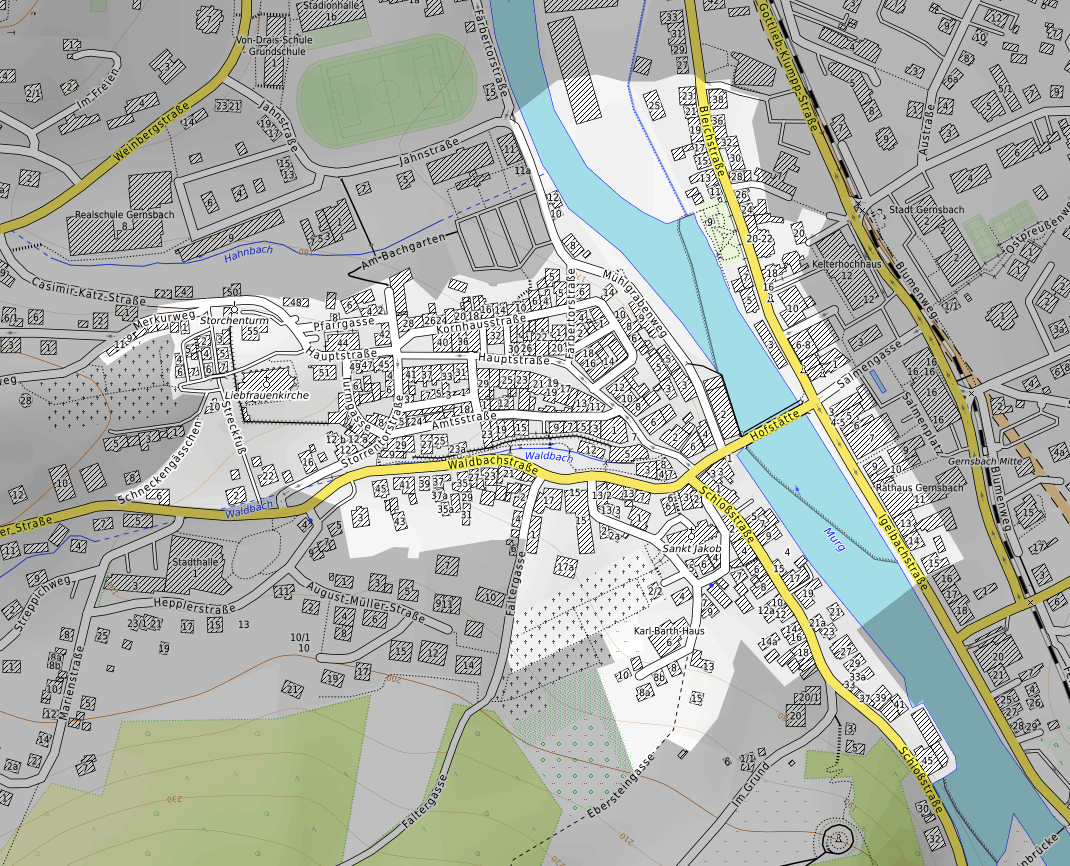
Gesamtanlage Gernsbach (hell markiert)

Der geschützte Bereich umfasst die Altstadt innerhalb der mittelalterlichen Stadtmauern, die westliche Oberstadt, die Hofstätte am Murgübergang, die Bebauung am Waldbach und an der Schlossstraße sowie die Vorstadt östlich der Murg entlang der Bleichstraße und Igelbachstraße.
Das Erscheinungsbild der badischen Amts- und Kaufmannsstadt Gernsbach, die sich aus einem mittelalterlichen Marktflecken entwickelt hat, ist wesentlich geprägt durch die Lage auf dem für die Befestigung günstigen Bergsporn zwischen Waldbach, Ziegelbach und Murg. Die mittelalterliche Befestigungsanlage ist in Teilbereichen erhalten und im Stadtbild deutlich ablesbar. Sie besteht unter anderem aus den Stadtmauern, dem Storchenturm, dem Turm der Liebfrauenkirche und dem Halsgraben mit Verteidigungsvorfeld, heute Friedhof.
Dominierende Gebäude im Bild der Gesamtanlage sind die Liebfrauenkirche, die Jakobskirche, der Storchenturm, die Zehntscheuern, das Alte Rathaus und der Alte Amtshof (ehemalige Speyer’sche Kellerei).

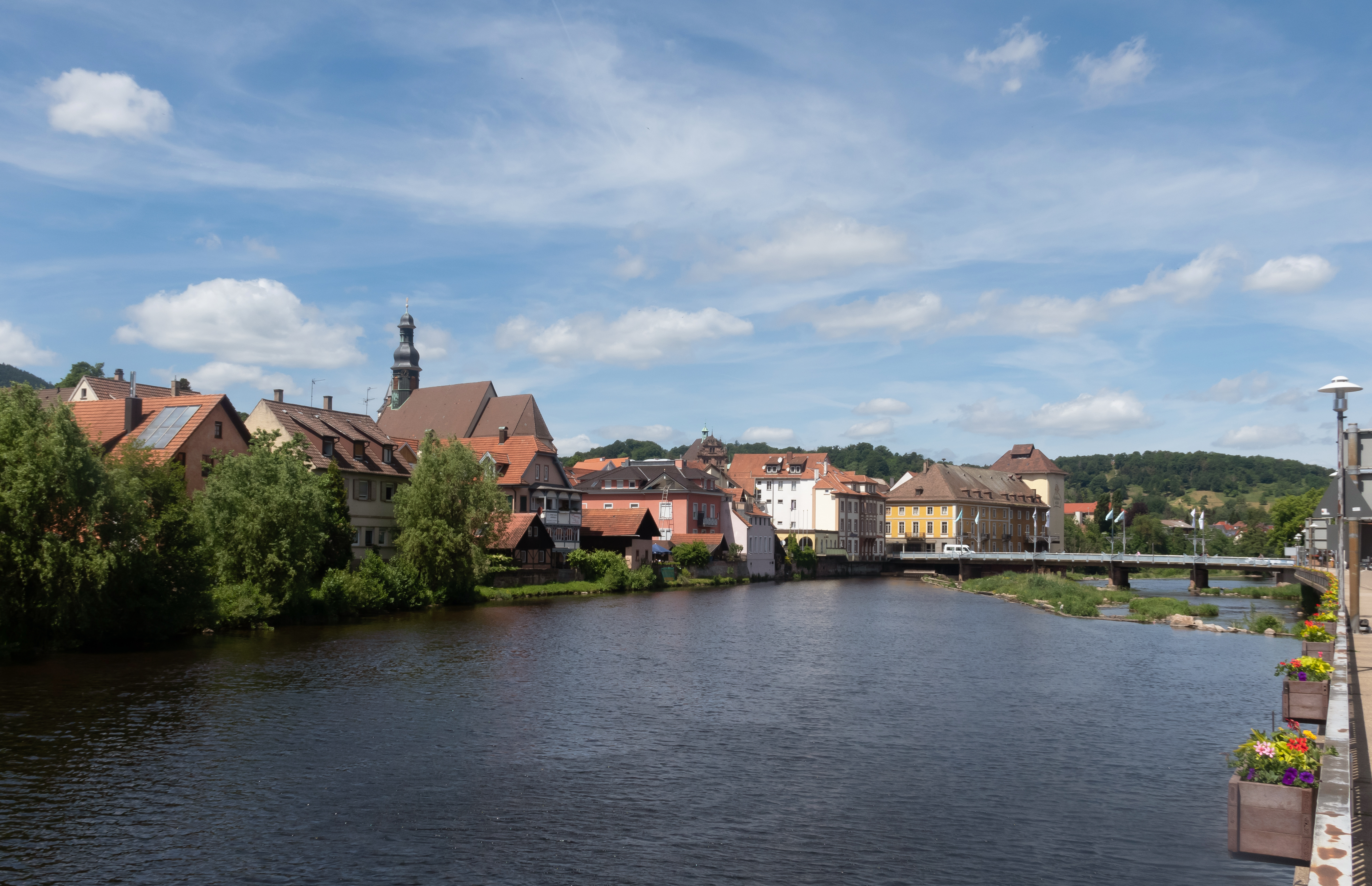
An der Murg
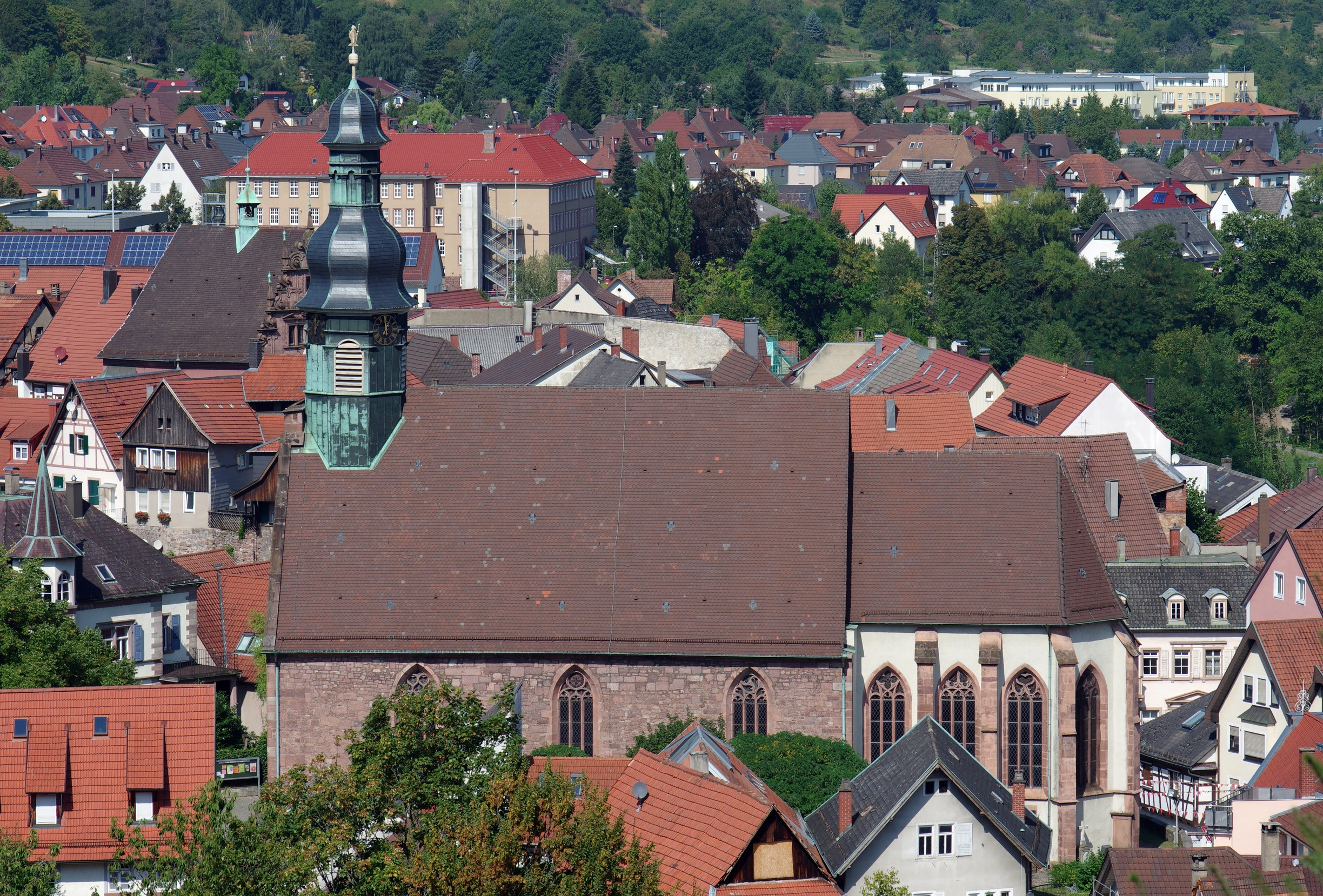
Jakobskirche
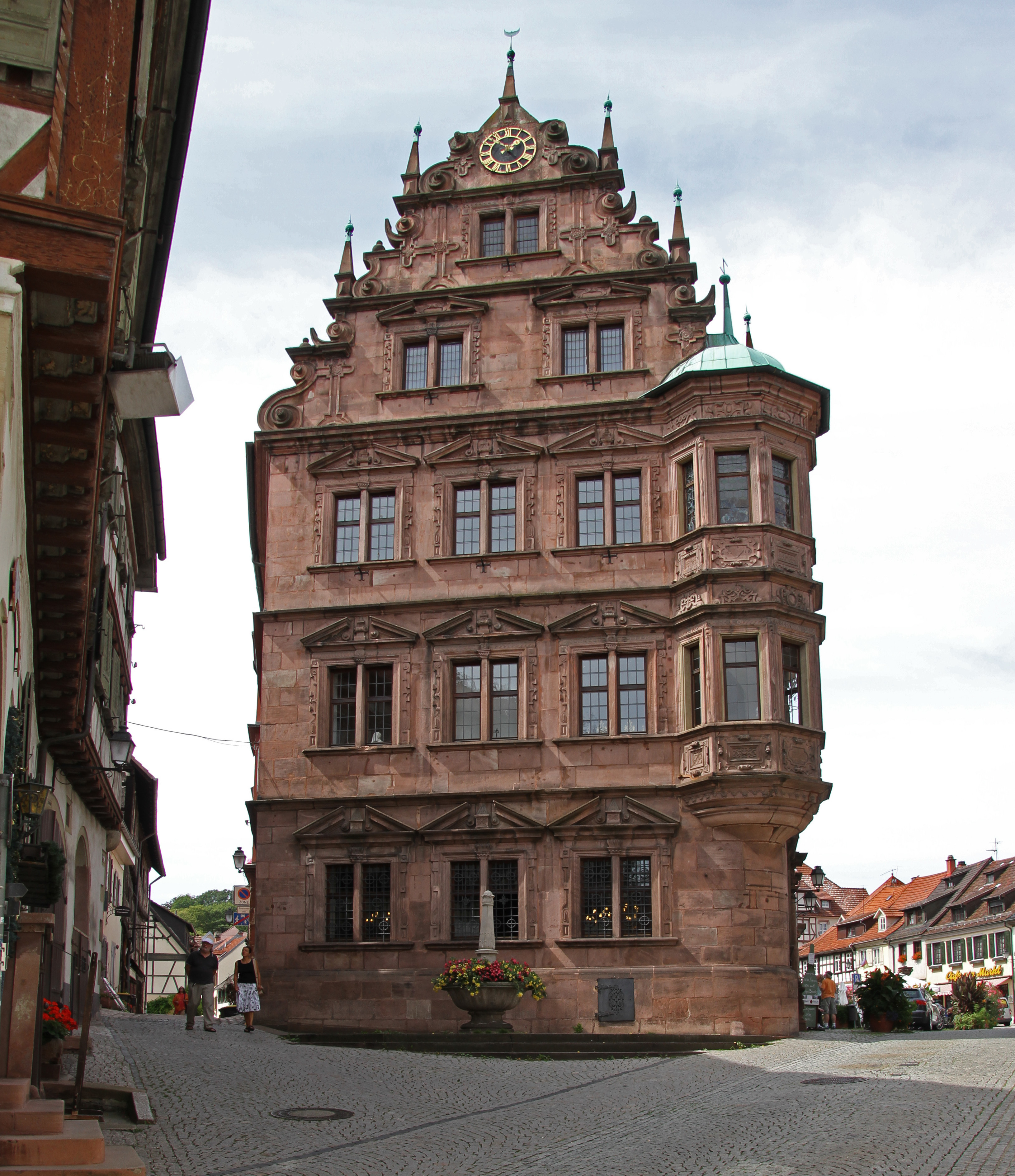
Altes Rathaus
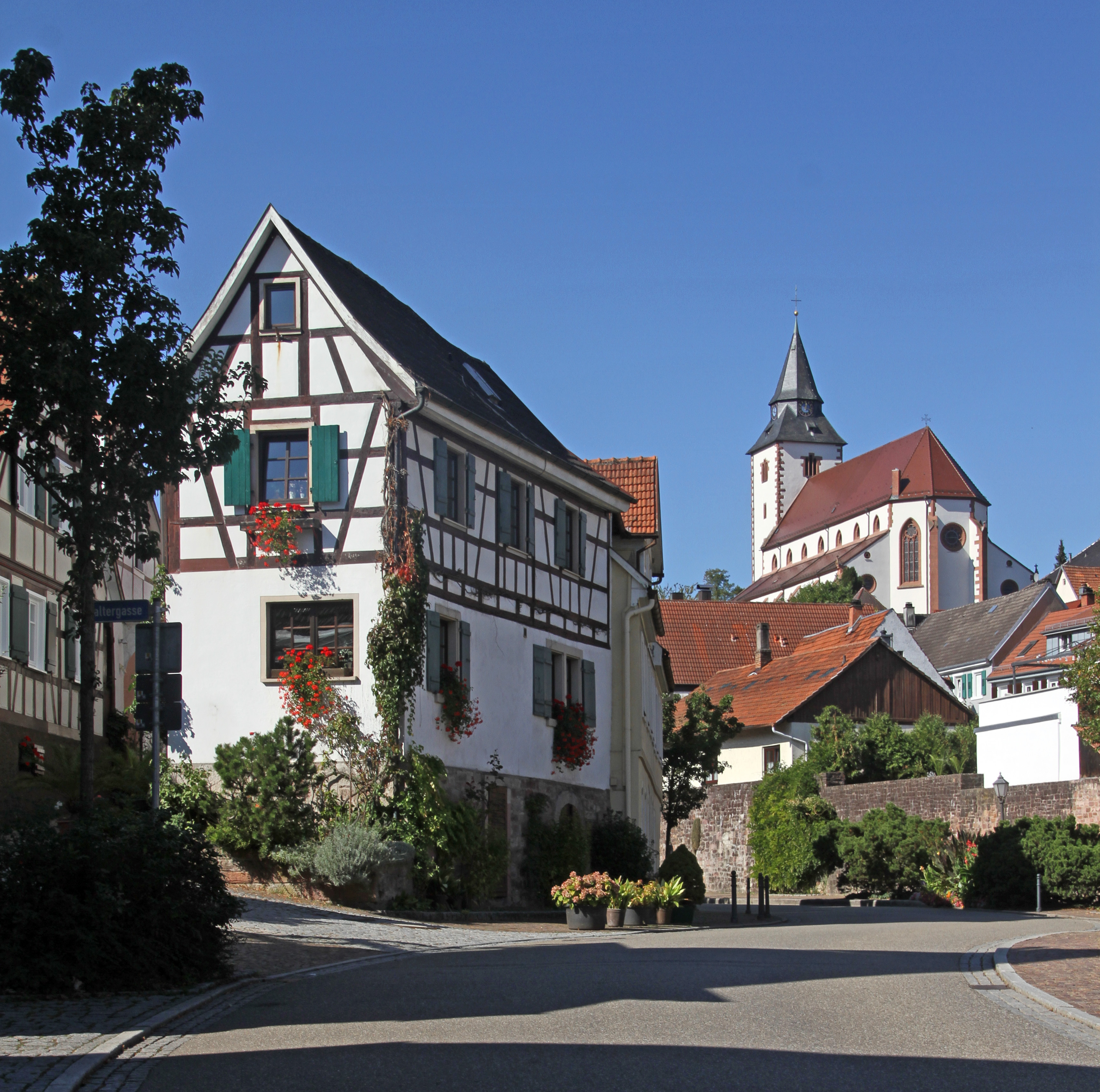
Waldbachstraße, Stadtmauer und Liebfrauenkirche
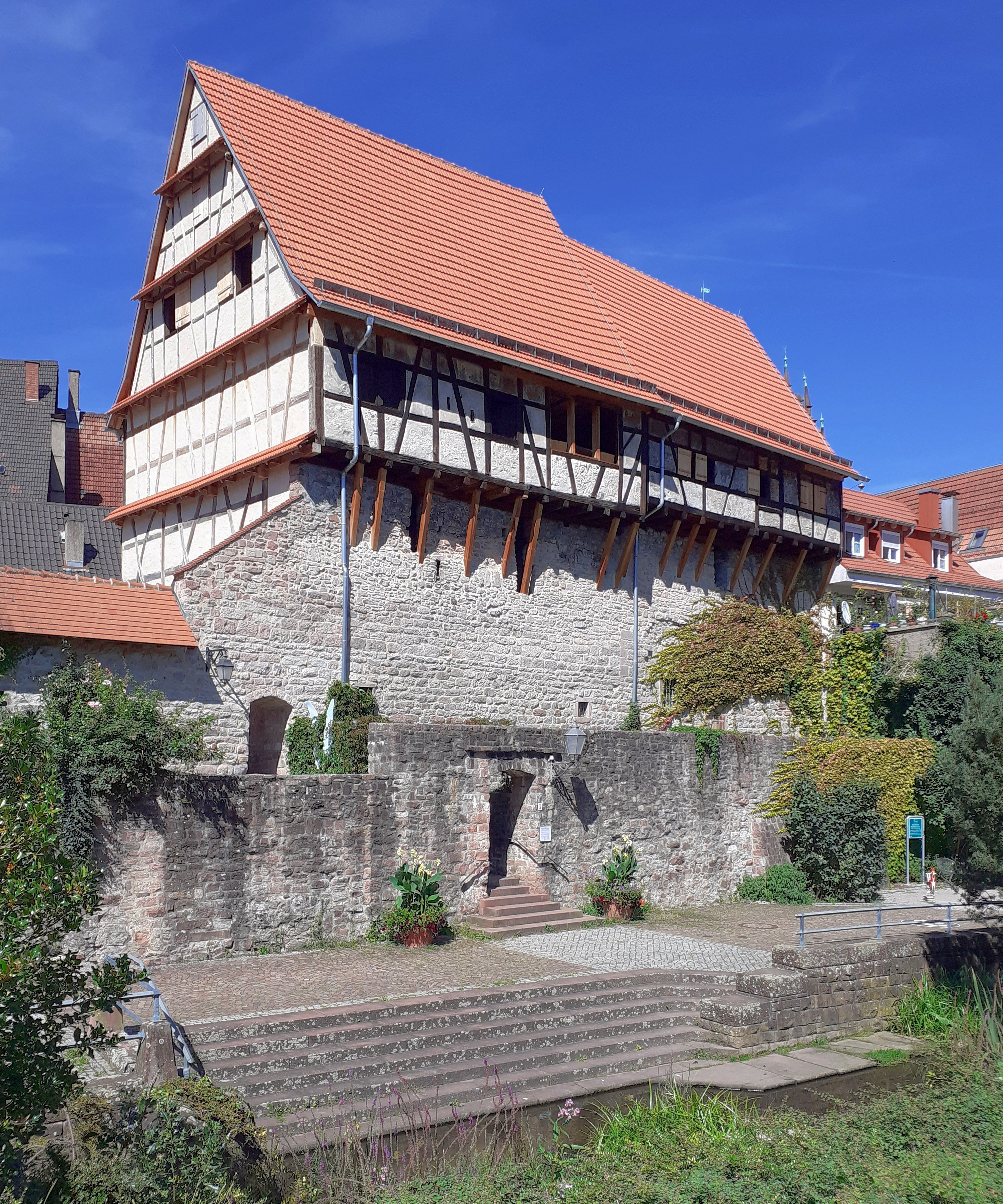
Zehntscheuern und Stadtmauer